# Нові Янковиці (Лодзинське воєводство)
Нові Янковиці (пол. Nowe Jankowice) — село в Польщі, у гміні Кросневиці Кутновського повіту Лодзинського воєводства.
У 1975-1998 роках село належало до Плоцького воєводства.